# Crank
Crank är en amerikansk action-thriller från 2006, regisserad av Mark Neveldine och Brian Taylor.

## Handling
Lönnmördaren Chev Chelios (Jason Statham) vaknar upp en dag och upptäcker att han blivit injicerad med ett gift som gör att hans hjärta stannar om hans puls sjunker för mycket. Han måste därför se till att hålla uppe sin adrenalinnivå för att överleva. Han använder sina sista timmar i livet för att hämnas sina mördare.

## Rollista (urval)
- Jason Statham - Chev
- Amy Smart - Eve
- Jose Pablo Cantillo - Verona
- Efren Ramirez - Kaylo
- Dwight Yoakam - Doc Miles
- Carlos Sanz - Carlito

## Om filmen
Filmen är inspelad i Los Angeles och hade världspremiär i Ukraina den 31 augusti 2006.
Filmen gavs ut på dvd i Sverige den 7 mars 2007.
2009 fick Crank en uppföljare: Crank: High Voltage.
I filmen gör Statham alla stunts själv, inklusive helikopterscenen högt över marken.